# Xian de Zhaosu
Cette page contient des caractères spéciaux ou non latins. S’ils s’affichent mal (▯, ?, etc.), consultez la page d’aide Unicode.
Le xian de Zhaosu (昭苏县 ; pinyin : Zhāosū Xiàn ; ouïghour : موڭغۇلكۈرە ناھىيىسى / Mongğulküre Nahiyisi) est un district administratif de la région autonome du Xinjiang en Chine. Il est placé sous la juridiction de la préfecture autonome kazakhe d'Ili.

## Démographie
La population du district était de 149 572 habitants en 1999.